# Olsenbanden tar gull
Olsenbanden tar gull, deutscher Festivaltitel: Die Olsenbande gewinnt Gold, ist der dritte Film aus der Filmreihe der Olsenbande (Norwegen). Die norwegische Filmkomödie von Knut Bohwim ist eine Neuverfilmung des dänischen Filmes Die Olsenbande in Jütland und hatte am 9. September 1972 seine Kinopremiere.

## Handlung
Egon Olsen wird wieder aus dem Osloer Botsfengsel (Osloer Staatsgefängnis) entlassen und von Benny und Kjell abgeholt. Zuhause in Kjells Wohnung verkündet er seinen Kumpanen seinen neuen Plan. Im Gefängnis hat er einem Mitinsassen eine geheime Schatzkarte abgekauft. Laut Egons Informationen handelt es sich um einen Koffer mit Dollar-Scheinen und eine Kiste voller Goldbarren, den die deutschen Besatzer bei ihrer Flucht aus Norwegen zurücklassen mussten und die in einem alten Bunker aus dem Zweiten Weltkrieg versteckt sind. Die Olsenbande macht sich nun mit Sack und Pack auf den Weg zu dem deutschen Bunker, der im norwegischen Landesteil Sørlandet liegt. Egon behauptet, dass er die einzige Person sei, die wisse, wo der Schatz im Bunker versteckt liegt.
Fast gleichen Zeit, trifft sich Carina, die ebenfalls von dem Schatz weiß und deren Vater den Bunker im Auftrag der deutschen Besatzungsmacht gebaut hat, mit Ricco, einem  Schmuggler, der von Interpol gesucht wird. Gemeinsam fahren sie mit ihren Toyota Celica ST 2000 vom Flughafen zu einem Hotel, um das weitere Vorgehen zu besprechen. Der Schmuggler sagt ihr zunächst seine Hilfe zu, wenn sie ihm zeigt, wo der Schatz liegt und diesen auch mit ihm teilt.
Da ihr Fahrzeug zu klein ist, stiehlt sich die Olsen-Bande den roten Ford Transit eines Fleischers, um damit ebenfalls nach Sørlandet zu reisen. Nach mehreren Abenteuern und Verirrungen bleibt ihr Fahrzeug kurz vor dem Ziel wegen eines Motorschadens liegen. Die Ursache scheint eine defekte Zylinderkopfdichtung zu sein. Am Horizont taucht schließlich ein Abschleppwagen eines Autoverwerters und Schrotthändlers auf, der sie abschleppt und zu dem Schrottplatz von Mats Matsen bringt. Durch einen Zufall findet Egon dort ein paar alte Bunkertüren, die der Olsenbande den richtigen Weg zum Generalsschatz weisen. Der gesuchte Bunker befindet sich hier in Kløvstad ganz in der Nähe des Schrotthändlers am Strand. Leider steht der Zugang zu dem Bunker völlig unter Wasser und befindet sich auch noch mitten in einem militärischen Sperrgebiet. Dafür benötigen sie weitere Hilfsmittel und eine Taucherausrüstung. Da ihr Fahrzeug nicht mehr reparabel ist, verkaufen sie es an den Schrotthändler, der es von seinen Gehilfen Lillegutt in die Schrottpresse geben lässt. Da sie aber im Grunde immer noch völlig pleite sind, versuchen sie sich das benötigte Startkapital aus dem Franz-Jäger-Tresor von Matsen zu stehlen. Der Coup geht leider schief, der Schrotthändler schlägt ihnen aber einen Handel vor. Er hilft ihnen mit dem benötigten Startkapital und technischer Ausrüstung wie z. B. einem Taucheranzug und leiht ihnen seinen Toyota Crown, will aber dafür die Hälfte der Beute haben.
Nach dem Egon mittels Matsens antiquarischer Taucherausrüstung in das Innere des Bunkers gelangt ist, stellt er fest, dass der Zugang zum Schatz mit einer meterdicken Betonwand verschlossen ist. Nachdem die Olsenbande noch einen zweiten Bunkerausgang gefunden hat, versuchen sie mit Dynamit ein Loch durch die Wand zu sprengen. Der Bösewicht Ricco taucht aber ebenfalls auf, ausgerüstet mit einer modernen Taucherausrüstung und will mit seiner Harpune die Olsenbande erschießen. Zugleich will er sich für die gescheiterte Entführung von Basse, des Sohns des Bandenmitglieds Kjell, rächen. Der clevere Junge schaffte es aber, den Teppich unter Riccos Füßen wegzuziehen, wodurch dieser hinfiel und Basse entkommen konnte. Ricco wird diesmal durch Bennys Initiative ausgeschaltet.
Die Olsenbande versucht nun, sich in einem erneuten Anlauf mit einem alten Zweitakt-Benzin-angetriebenen Motorhammer den Zugang durch die Bunkerwand frei zu machen. Durch die Vibrationen und Schwingungen des Hammers wird ein etwa fast 30 Jahre alter und geheimer Abwehrmechanismus der Deutschen im Bunker ausgelöst. Eine riesige gelbe Granate, die an einer Laufschiene der Decke läuft, ist so konstruiert, dass sie sich an der Schiene durch die ganze Bunkeranlage bewegt, um so die Bunkerwand zu sprengen und gegebenenfalls eventuelle Eindringlinge zu töten. Benny und Egon, die mit voller Begeisterung mit dem Motorhammer an der Betonwand meißeln, bekommen dies dadurch nicht mit, obwohl die Granate sich über ihre Köpfe bewegt. Kjell versucht sie vergeblich zu warnen, aber ohne Glück. Nachdem der Motorhammer auf Grund von Benzinmangel stehen bleibt, hören auch sie nun die Geräusche der Granate entlang der Laufbahn. Als die Granate sich wieder auf sie zubewegt, können sie in letzter Sekunde noch ins Wasser springen, um so in Deckung zu gehen. Die Granate schlägt ein großes Loch durch die verschlossene Bunkerwand und legt den Schatzraum somit frei. Die Explosion zerstört aber auch die Einrichtungen der norwegischen Armee, die sich genau über dem Bunker befinden. Der verstörte Leutnant fährt bei seiner Flucht vor Schreck mit seinem Geländewagen auf einer Anlegestelle direkt ins Wasser. In dem nun freigelegten Generalstabszimmer des Bunkers sieht man ein großes Hitler-Bildnis und einen verlassenen gedeckten Tisch mit silbernen Gabeln und Messern, der mit Spinnweben verhüllt ist, zusammen mit einigen Nazi-Devotionalien und Offiziers-Mützen. Der lang gesuchte Franz-Jäger-Berlin-Tresor mit den Goldbarren und dem Geld steht ebenfalls in dem Raum. Nach dem Egon mit der richtigen Ziffernkombination den Panzerschrank geöffnet hat, nehmen sie den Schatz mit und verlassen den Bunker durch eine kleine Lüftungsöffnung. Ricco sieht sie am Ausgang herauskommen und feuert mit seiner Browning-Pistole auf sie. Die Olsenbande kann jedoch mit einem zur Flucht vorbereiteten Motorboot am Strand entkommen.
Ricco klaut sich ein anderes Boot und nimmt die Verfolgung auf. Er bleibt jedoch mit einem Motorschaden stehen, bevor er in der Lage ist, das Ufer zu erreichen. Die Olsenbande schafft es so, mit einem Vorsprung zuerst ans Festland mit ihren prall gefüllten Geld-Koffer und den Goldbarren zu entkommen. Dort wartet schon auf sie, ihr geparkter Fluchtwagen, der Toyota-Crown-Lieferwagen des Schrotthändlers. Aber Kjells Frau Valborg und ihr Basse fehlen noch, obwohl sie eigentlich im Auto sitzend warten sollten. Kurz darauf hören sie plötzlich Autoreifen quietschen. Ricco ist ihnen mit seinem Toyota Celica schon wieder auf der Spur. Es ergibt sich nun eine wilde Verfolgungsjagd durch den Ort, aber Ricco bleibt schließlich in einer Schlammpfütze mit seinem Auto stecken. Die Olsenbande fährt nun froh gelohnt in Richtung Flughafen weiter, um endlich nach Mallorca zu gelangen. Sie haben noch 17 Minuten bis zum Start und sind nur noch 13 Kilometer vom Flughafen entfernt, als plötzlich ihr Auto wegen Benzinmangel stehen bleibt. Nach einer kurzen Weile erscheint plötzlich der Abschleppwagen mit dem Gehilfen des Schrotthändlers auf. Dieser nimmt sie mit am Haken des Abschleppfahrzeuges und bringt sie aber zum Entsetzen der Olsenbande nicht wie erwartet zum Flughafen, sondern zum Schrottplatz zurück. Lillegutt hat das Auto wahrscheinlich manipuliert, damit die Olsenbande gezwungen wird, so mit Mats Matsen den Schatz zu teilen. Matsen schlägt nun aus praktischen Gründen vor, dass sie die Geldscheine nehmen und er nur das Gold bekommt. Nach der Teilung verschiedet sich nun die Olsenbande und reist in die nächste Stadt, um bei einer Bank die Dollarnoten in norwegische Kronen umzutauschen.
Mittlerweile hat sich Ricco mit seinem Auto aus dem Schlammloch befreien können und bedroht nun auf den Schrottplatz Carina und Matsen mit seiner Pistole. Der Gangster will nun das ganze Gold für sich alleine haben und lässt Matsen die Goldbarren in sein Auto schaffen. Er bemerkte aber dabei nicht, dass er sein Auto genau unter dem zentnerschweren Gewichtsblock der Schrottpresse geparkt hat, wodurch sein Auto mit dem Gold zerquetscht wird. Gerade als er etwa einen Zentimeter von der Presse weg ist, betätigt der Gehilfe des Schrotthändlers Matsen die Schrottpresse. Unglücklicherweise verheddert sich Riccos Pistole unter dem Gewichtsblock, so dass diese unbrauchbar geworden ist und er aufgeben muss. Als Entschädigung bekommt er ein paar Kronen, um sich  für seine Rückreise eine Bahn-Fahrkarte zu kaufen können.
Inzwischen feiert die Olsenbande mit Kaffee und Kuchen in einem Restaurant ihren Erfolg, ohne Egon, der in der Zwischenzeit das Geld bei einer Bank eintauschen will. Kjells Sohn Basse, kippt versehentlich ein Glas Coca-Cola über eine Dollar-Note aus dem Schatz. Valborg versucht den Schein mit einer Serviette zu trocknen, aber die Flüssigkeit hat die Farbe auf der Banknote gelöst- sie ist falsch. Im Hintergrund kann man die Sirenen des Polizeiautos hören, das zur Bank unterwegs ist, um Egon nach seinem missglückten Geldumtausch zu verhaften. Die restliche Olsenbande reist nun ohne Egon und den erhofften Reichtum mit dem Zug zurück nach Oslo. Sie winken Egon noch einmal zu, als das Polizeiauto und der Zug sich bei der Heimreise kreuzen.

## Kritiken
„Nur für den, der so etwas mag ... - Wer die Olsenbande für lustig hält, kann über viele schöne Szenen und - etwas weniger schöne Dialoge lachen. Carsten Bryhring, Arve Opsahl und Sverre Holm spielen gut zusammen. Insbesondere Letzterer hat aus seinem Part viel mehr gemacht, als früher. Auch Aud Schønemann ist eine gute Mitspielerin und ebenso Per Theodor Haugen (der Leutnant). Aber auch mit größten Wohlwollen ist nicht zu übersehen, dass der Film auch teilweise amateurhaft ist.“

## Trivia
- Bei dieser Neuverfilmung des ursprünglich dänischen Filmes Die Olsenbande in Jütland wurde eine Szene übernommen: Wo die Bewohner des Schrottplatz-Ortes ihre Fenster schließen, als die Olsenbande diesen freundlich zuwinkt und grüßt. Des Weiteren wurde auch eine Szene nach der Sprengung im Bunker, wo die Olsenbande den Generalsraum betritt, zum Teil übernommen.
- Wie bei der dänischen Vorlage Die Olsenbande in Jütland wurden die Szenen im Inneren der Bunkeranlagen auch nicht an den (norwegischen) Originalschauplätzen gedreht, wo es ebenfalls auch ähnliche ehemalige deutsche Bunker gibt, wie in Jütland, sondern in dem Kopenhagener Studio von Nordisk Film in Valby. Einerseits aus dem gleichen Grund, da wegen der dicken Stahlbetonmauern die Funktechnik nicht zuverlässig funktionierte und anderseits auch aus praktischen bzw. Kostengründen wurden die gleichen Studio-Filmkulissen mit verwendet. Dadurch ist die norwegische Olsenbande in den gleichen Räumlichkeiten des Bunkers zu sehen wie ihre dänischen Kollegen.
- Der in der Film-Handlung vorkommende fiktive Ort Kløvstad soll in dem norwegischen Landesteil Sørlandet (deutsch „Südland“) liegen, wo sich auch der Schatzbunker der norwegischen Olsenbande befindet. In Wirklichkeit ist das die reale kleine süd-norwegische Hafenstadt Stavern, die zur Kommune Larvik in der Fylke (Provinz) Vestfold gehört, wo auch die entsprechenden Teile des Filmes gedreht wurden.
- An der Wand in der Offiziers-Kabine des Leutnants hängt ein Bild des konservativen norwegischen Høyre-Politikers Rolf Stranger in Uniform, wahrscheinlich als Würdigung seiner langjährigen Dienste für die norwegische Filmindustrie.
- Ulf Kittelsen aus Larvik trat hier als Stunt-Double des Leutnants auf (gespielt von Per Theodor Haugen) in der Szene, wo er nach der Sprengung mit seinem Militär-Geländewagen ins Wasser fährt.
- Bei Dreharbeiten zu dem Film in Stavern wären die Olsenbande-Darsteller  Egon, Kjell und Benny fast von dem Gewicht der Auto-Schrottpresse auf dem Autofriedhof zerquetscht worden. Bei der entsprechenden Szene im Film, in der der Widersacher der Olsenbande, Ricco, die Schrottpresse betätigt, um sie zu beseitigen, kläffte jedes Mal der Hund eines einheimischen Bauern, der bei den Dreharbeiten mit aushalf. Dies passierte immer in dem Moment, als das Signal zur Betätigung des Gewichtes der Schrottpresse kam und die Olsenbande aus deren Schussfeld gehen musste, sowie wenn der Regisseur Knut Bohwim an die  „Kamera ging“. Dadurch mussten nicht nur mehrere Anläufe zum Drehen dieser Szene genommen werden, sondern es wäre durch diese Störung beinahe zu einem Unglück gekommen. Bohwim fragte irgendwann: „Wenn der Hund nun endlich mal ruhig sein möge, können wir die Aufnahme vor dem Abend noch beenden?“.  Als dann Bohwim wieder rief: „Kamera läuft“, bellte der Hund noch einmal. Der Bauer ging auf den Hund zu und schrie ihn an. Danach kam er noch einmal zurück und betätigte die Schrottpresse, unter der die Olsenbande stand, die mit einem Schrecken davonkam. Daraufhin ging der Bauer in sein Haus, kam mit einem Gewehr heraus und erschoss seinen Hund. Nachdem der Hund tot war, sagte er: „Jetzt ist er ruhig.“ Benny-Darsteller Sverre Holm war dadurch enorm verstört, nachdem er gehört hatte, dass der Bauer für diese Aktion verantwortlich war. Auch Egon-Olsen-Darsteller Arve Opsahl war irritiert und sagte dazu: "Ich habe Frau und Kinder. So kann ich hier nicht weitermachen". Kjell-Darsteller Carsten Byhring beruhigte die Situation schließlich: "Immer mit der Ruhe. Wir brauchten doch nur einen Schritt nach vorn zu treten". Die Szene konnte dann ohne weitere Zwischenfälle beendet werden.